# ドラゴンファイター 炎獣降臨
『ドラゴンファイター 炎獣降臨』（原題：Dragon Fighter) は、2003年1月3日アメリカのSyfyで放映されたテレビ映画。
日本では劇場未公開で、2003年1月24日にオリジナルビデオとしてリリースされた。

## キャスト
| 役名                       | 俳優                       | 日本語吹替                               |
| -------------------------- | -------------------------- | ---------------------------------------- |
| 大尉デビッド・カーバー     | ディーン・ケイン           | 楠大典                                   |
| 博士メレディス・ウィンター | クリスティーン・バイヤーズ | 深見梨加                                 |
| 博士イアン・ダッコビッチ   | ロバート・ザッカー         | 有本欽隆                                 |
| 博士はグレッグ・トラヴィス | マーカス・アウレリアス     |                                          |
| ケビン・コーリスク         | ロバート・ディティリオ     | 鈴木清信                                 |
| 追加の声                   | -                          | 谷昌樹 泉久実子 高橋大介 富田純 牧野誠二 |

## スタッフ

### 日本語版制作スタッフ
- 演出：中村光宏
- 翻訳：子安則子
- 制作：ヴイ・ビジョンスタジオ